# جک اسمیت (بازیکن فوتبال، زاده ۱۸۹۸)
جان ویلیام اسمیت (به انگلیسی: John William Smith) که با نام جک اسمیت (به انگلیسی: Jack Smith) شناخته می‌شود بازیکن فوتبال زادهٔ ۲۸ اکتبر ۱۸۹۸ اهل کشور انگلستان که سابقهٔ بازی در تیم ملی فوتبال انگلستان را در کارنامهٔ خود دارد. وی در تاریخ ۱۷ اکتبر ۱۹۳۱ نخستین بازی ملی خود را در مقابل تیم ملی فوتبال ایرلند شمالی انجام داد و با حضور در ۳ بازی ملی، در تاریخ ۹ دسامبر ۱۹۳۱ واپسین بازی ملی‌اش را در برابر تیم ملی فوتبال اسپانیا برگزار کرد.
این بازیکن توانسته در بازی‌های ملی، ۴ گل به ثمر برساند.